# Ana Dulce Félix
Ana Dulce Félix (née le 23 octobre 1982 à Azurém-Guimaraes) est une athlète portugaise spécialiste des courses de fond.

## Biographie
Elle remporte la médaille d'or du 10 000 mètres lors des Championnats d'Europe disputés en juin 2012 à Helsinki. Elle s'impose dans le temps de 31 min 44 s 75, devant la Britannique Joanne Pavey et l'Ukrainienne Olha Skrypak.

## Palmarès
| Date | Compétition                            | Lieu           | Résultat | Épreuve       |
| ---- | -------------------------------------- | -------------- | -------- | ------------- |
| 2009 | Championnats du monde de cross         | Amman          | 3e       | Par équipes   |
| 2009 | Championnats du monde                  | Berlin         | 12e      | 10 000 m      |
| 2009 | Great North Run                        | Newcastle      | 3e       | Semi-marathon |
| 2009 | Great South Run                        | Portsmouth     | 2e       | 10 miles      |
| 2010 | Championnats d'Europe                  | Barcelone      | 7e       | 10 000 m      |
| 2011 | Championnats du monde                  | Daegu          | 8e       | 10 000 m      |
| 2012 | Championnats d'Europe                  | Helsinki       | 1re      | 10 000 m      |
| 2012 | Championnats d'Europe de cross         | Budapest       | 2e       | Individuel    |
| 2013 | Championnats du monde                  | Moscou         | 13e      | 10 000 m      |
| 2014 | Championnats d'Europe                  | Zürich         | 12e      | 10 000 m      |
| 2015 | Championnats du monde                  | Pékin          | 19e      | 10 000 m      |
| 2016 | Championnats d'Europe                  | Amsterdam      | 2e       | 10 000 m.     |
| 2016 | Championnats d'Europe                  | Amsterdam      | 1re      | Semi-marathon |
| 2016 | Jeux olympiques                        | Rio de Janeiro | 16e      | Marathon      |
| 2019 | Championnats d'Europe de cross-country | Lisbonne       | 8e       | Individuel    |

## Records
| Épreuve       | Performance     | Lieu      | Date            |
| ------------- | --------------- | --------- | --------------- |
| 3 000 m       | 8 min 58 s 03   | Saragosse | 8 juillet 2009  |
| 5 000 m       | 15 min 08 s 02  | Stockholm | 31 juillet 2009 |
| 10 000 m      | 31 min 19 s 03  | Amsterdam | 6 juillet 2016  |
| Semi-marathon | 1 h 8 min 33 s  | Lisbonne  | 20 mars 2011    |
| Marathon      | 2 h 25 min 15 s | Londres   | 26 avril 2015   |